# Aglaia taynguyenensis
Aglaia taynguyenensis är en tvåhjärtbladig växtart som beskrevs av T.D. Dai. Aglaia taynguyenensis ingår i släktet Aglaia och familjen Meliaceae. Inga underarter finns listade i Catalogue of Life.